# Pure Heart
Pure Heart ist ein Jazzalbum von James Carney. Die um 2019 entstandenen Aufnahmen erschienen im Juni 2020 auf Sunnyside Records.

## Hintergrund
James Carney verbrachte ein Jahrzehnt damit, eine wöchentliche improvisierte Musikserie in Brooklyn (Konceptions) zu leiten, notierte Peter J. Hoetjes. Mit Ausnahme des Tenorsaxophonisten Ravi Coltrane, der 1994 auf Carneys erstem Album Fables from the Aqueduct beteiligt war, hatte keiner der anderen Musiker zuvor mit James Carney gespielt – und zum Teil auch nicht miteinander.
Pianist James Carney nahm das Album in einer Sextett-Besetzung mit Stephanie Richards, Ravi Coltrane, Oscar Noriega, Dezron Douglas und Tom Rainey auf. Auf Pure Heart führe er die Gruppe seiner Musiker in die „Inharmonizität“, indem er Stephanie Richards und beide Saxophonisten anwies, in unterschiedlichen Intervallen loszulassen, wobei sich ihre gewundenen Linien spiralförmig umeinander und übereinander drehen, in einer „Art von rhythmischer Aberration“.

## Titelliste
- James Carney Sextet: Pure Heart (Sunnyside Communications, Inc. SSC 1561)[3]
  1. Inharmonicity – 5:45
  2. Throwing Shade – 11:15
  3. Mayor Of Marcellus – 5:06
  4. Forty Year Friend – 8:21
  5. Gerrymandered – 9:39
- Alle Kompositionen stammen von James Carney.

## Rezeption
Will Layman (Pop Matters) hält das Album als Beispiel für einen Trend im aktuellen Mainstream Jazz, bei dem die Musiker, die ihn spielen, ihn nicht als Purismus begreifen, sondern ihn nur einen der Modi verstehen, mit denen sie großartige Musik machen können. Carney sei ein meisterhafter Komponist und Arrangeur für mittelgroße Jazzgruppen, und sein Ansatz beinhalte genug kompositorische Komplexität und rhythmische Variation, um ihn Teil des neuen Jazz-Trends zu machen. Auf Pure Heart sei Carneys Band ein bisschen kleiner als die auf seinem schillernden Produktionen Greenwood (2007) und Ways and Means (2009), aber er gebe jedem Spieler ein bisschen mehr Raum zum Improvisieren, oft in Duetten oder kollektiven Gruppen-Jams. Die Trompeterin Stephanie Richards, Saxophonist Ravi Coltrane und Klarinettist Oscar Noriega nutzen alle Vorteile und schaffen wunderschöne dialogische Abschnitte, die strukturiertes und freies Spielen verbänden. Das Hauptereignis bei Carney sei jedoch immer, wie er kurvenreiche und gewundene Licks erzeuge, die zu Groove-Patterns werden und unter dem Reiz seiner Grooves ungerade Metren verbergen.

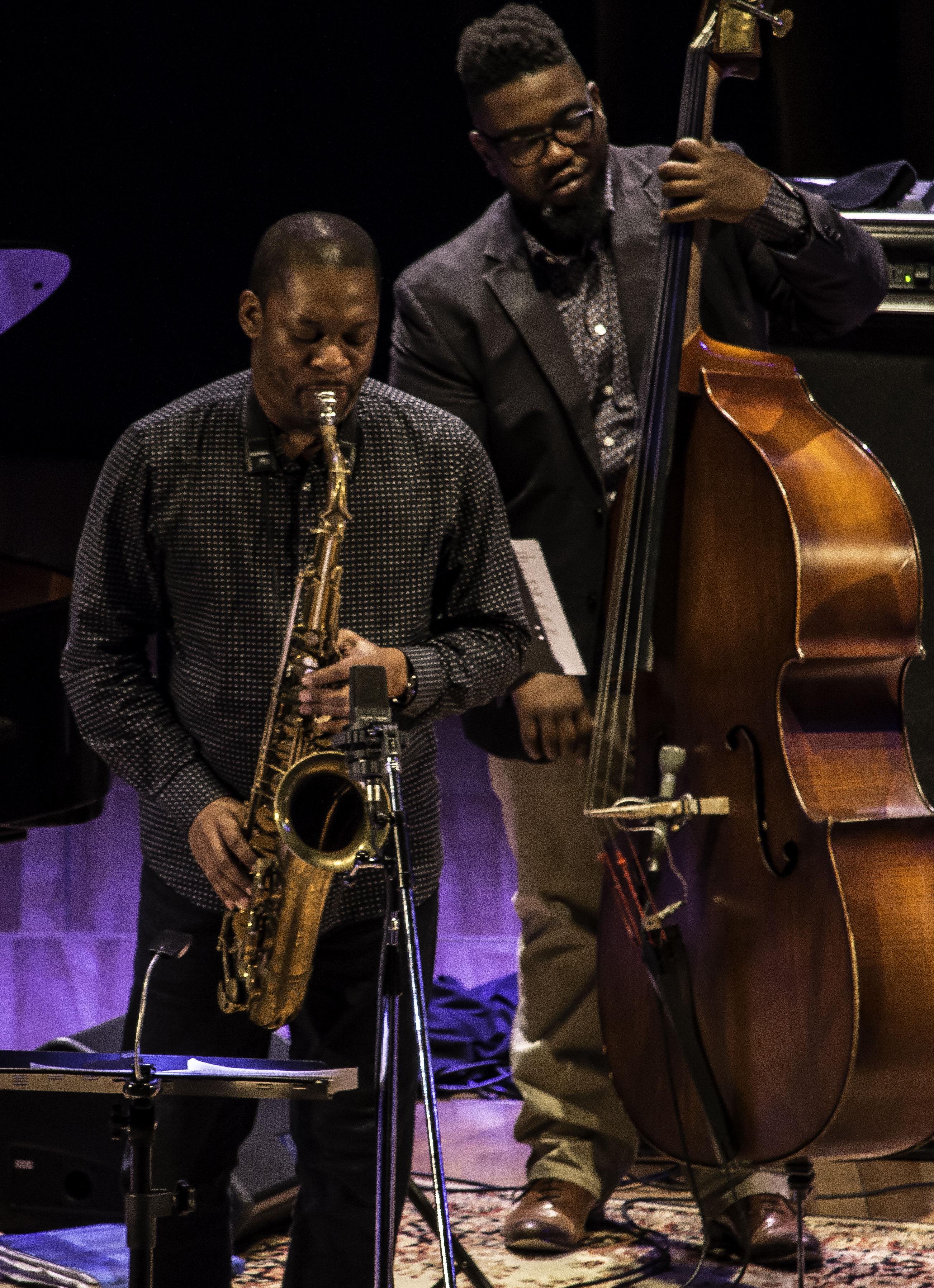
Ravi Coltrane mit dem Bassisten Dezron Douglas bei einem Auftritt in Argentinien 2017

J.D. Considine schrieb im Down Beat, auf fünf Tracks biete der in Brooklyn lebende Pianist Musik von erstaunlicher Komplexität, sowohl in Bezug auf den komponierten Kontrapunkt als auch in Bezug auf das improvisatorische Zusammenspiel. Wenn man höre, wie perfekt die Teile zusammenpassen und sich gegenseitig ernähren, falle einem die Metapher eines Uhrwerks mit seiner komplizierten Balance aus Zahnrädern und Zahnrädern ein. Dies sei die Art von Sound, für deren Perfektion normalerweise Monate des Probens und Tourens benötigt werden – nicht etwas, das einfach mit Fremden im Studio zusammengeworfen werden könne. Und doch sei es so ziemlich das, was Carney getan habe.
Nach Ansicht von Peter J. Hoetjes, der das Album in All About Jazz rezensierte, gelinge es James Carney, seinen Musikern Spielraum zu lassen; er tue dies auch, ohne der ätzenden Lethargie der Routineformel zum Opfer zu fallen. Carney befasse sich weniger mit Showmanier als mit Führung. Er übernehme selten die Kontrolle über seine Stücke auf dem Piano, sondern verwende seine Beiträge, um seine Agenda für ein bestimmtes Stück voranzutreiben. Sie alle hätten ihre Momente der Brillanz, die von einer unerwarteten Reihe von Musikern zum Leben erweckt werden. Doch diese Momente gingen gelegentlich verloren, wenn Carney ständig Grenzen überschreite und sich auf die Konzepte konzentriere, die er anwendet, schränkt der Autor ein. Der Eklektizismus von Pure Heart werde es wahrscheinlich nicht in die Herzen der Mainstream-orientierten Hörer von Straight-ahead-Jazz bringen. Das Album fordere jede Sekunde seiner Spielzeit hartnäckig Aufmerksamkeit und eigne sich nicht wirklich als Hintergrundmusik. Es sei auch nicht das, was man als einfaches Zuhören bezeichnen würde Jazz wird seit langem als „Musik für Musiker“ (musician’s music) bezeichnet, und angesichts der Komplexität von Carneys Arrangements weiche Pure Heart nicht von diesem schlechten Stereotyp ab.